# Vägskälet
Vägskälet är en liten by intill byn Flaten i Gävle kommun. Byn är känd från skriftliga källor år 1654. Områdesnamnet för trakten där Vägskälet finns är Bodarna.